# Kroktjärnen (Floda socken, Dalarna, 670971-143959)
Kroktjärnen är en sjö i Gagnefs kommun i Dalarna och ingår i Dalälvens huvudavrinningsområde.